# Gioacchino Cocchi
Gioacchino Cocchi (Padova- o Napoli, secondo Gerber -, 1715 circa – Venezia, 1804) è stato un compositore italiano.

## Biografia
Maestro di coro al Ospedale degli Incurabili a Venezia, nacque a Padova nel 1720. La sua prima opera, intitolata Adelaide, fu rappresentata a Roma nel 1743. Nel 1750 Cocchi era a Napoli dove ottenne successi con più opere. Fu poco tempo dopo quest'epoca che si recò a Venezia per prender possesso del posto di maestro di coro. Nel 1757 partì per l'Inghilterra, e vi fece rappresentare diverse opere, ma, non essendo riuscito a far gustare la sua musica, si dedicò, per quindici anni all'insegnamento del canto, cosa che gli consentì di accumulare ricchezze notevoli. Pubblicò a Londra anche due suite di pezzi per clavicembalo, ouverture e cantate. Nel 1773 tornò a Venezia e vi riprese le sue funzioni di maestro di coro al conservatorio, morendo in questa città, nel 1804.

## Considerazioni sull'artista
Sebbene questo compositore sia stato in voga per qualche tempo in Italia, soprattutto per il genere buffo e nonostante lo si sia paragonato addirittura a Galuppi, le sue opere denotano una scarsa inventiva, e si fanno notare più che altro per una certa chiarezza del suo stile ed un brio abbastanza naturale.

## Opere
Tra parentesi il nome del librettista, il luogo e l'anno della prima rappresentazione.
- La Matilde (Antonio Palomba - Napoli, Teatro de' Fiorentini, 1739)
- Adelaide (Antonio Salvi - Roma, Teatro Aliberti o delle Dame, 1743)
- L'Elisa (Antonio Palomba - Napoli, Teatro de' Fiorentini, 1744)
- L'Irene (Domenico Canicà - Napoli, Teatro de' Fiorentini, 1745)
- L'ipocondriaco risanato (Carlo Goldoni - Roma, Teatro Valle, 1746)
- Bajazette (Agostino Piovene - Roma, Teatro Alibert o delle Dame, 1746)
- I due fratelli beffati (Eugenio Pigrugispano - Napoli, Teatro Nuovo sopra Toledo, 1746)
- La maestra (Antonio Palomba - Napoli, Teatro Nuovo sopra Toledo, 1747)
- Merope (Apostolo Zeno - Napoli, Teatro San Carlo, 1748 con Vittoria Tesi, Gioacchino Conti e Gaetano Majorano)
- Siface re di Numidia (Pietro Metastasio - Napoli, Teatro San Carlo, 1748 con la Tesi, Conti e Majorano)
- Arminio (Antonio Salvi - Roma, Teatro di Torre Argentina, 1749)
- La serva bacchettona (Antonio Palomba - Napoli, Teatro de' Fiorentini, 1749)
- La Gismonda (Antonio Palomba - Napoli, Teatro de' Fiorentini, 1750)
- Bernardone (Antonio Palomba - Palermo, Teatro privato Valguarner, 1750)
- Siroe, re di Persia (Pietro Metastasio - Venezia, Teatro San Giovanni Grisostomo, 1750)
- La mascherata (Carlo Goldoni - Venezia, Teatro Tron di San Cassiano, 1751)
- Le donne vendicate (Carlo Goldoni - Venezia, Teatro Tron di San Cassiano, 1751)
- Nitocri (Apostolo Zeno - Torino, Teatro Regio, 1751 diretta da Giovanni Battista Somis)
- L'impostore (Barcelona, Teatre de la Santa Creu, 1751) con Giuseppe Scarlatti
- Sesostri, re d'Egitto (Apostolo Zeno e Pietro Pariati - Napoli, Teatro San Carlo, 1752 con Majorano)
- Il tutore (Vincenzo Puccinelli - Roma, Teatro Valle, 1752)
- Il finto cieco (Pietro Trinchera - Napoli, Teatro Nuovo sopra Toledo, 1752) con Pasquale Errichelli
- La serva astuta (Antonio Palomba da Carlo Goldoni - Napoli, Teatro de' Fiorentini, 1753) con Pasquale Errichelli
- Semiramide riconosciuta (Pietro Metastasio - Venezia, Teatro Tron di San Cassiano, 1753)
- Rosmira fedele (Silvio Stampiglia - Venezia, Teatro Grimani di San Samuele, 1753)
- Il pazzo glorioso (Antonio Villani - Venezia, Teatro Tron di San Cassiano, 1753)
- Il finto turco (Antonio Palomba e Pasquale Errichelli - Napoli, Teatro de' Fiorentini, 1753) con Pasquale Errichelli
- Le nozze di Monsù Fagotto (Angelu Lunghi - Roma, Teatro Valle, 1754)
- Tamerlano (Agostino Piovene - Venezia, Teatro Grimani di San Samuele, 1754)
- Demofoonte (Pietro Metastasio - Venezia, Teatro Vendramin a San Salvatore, 1754)
- Li matti per amore (Gennaro Antonio Federico - Venezia, Teatro Grimani di San Samuele, 1754)
- Il terrazzano (Firenze, Teatro del Cocomero, 1754)
- Il cavaliere errante (Agostino Medici - Ferrara, Teatro Bonacossi, 1755)
- Andromeda (Vittorio Amedeo Cigna-Santi - Torino, Teatro Regio, 1755 diretta da Giovanni Battista Somis)
- Artaserse (Pietro Metastasio - Reggio Emilia, Teatro Moderno, 1755)
- Zoe (Francesco Silvani - Venezia, Teatro San Benedetto, 1755)
- Emira (Milano, Regio Ducal Teatro, 1756)
- Farsetta in musica (Angelo Lunghi? - Bologna, Teatro Marsigli-Rossi, 1757)
- Demetrio, re di Siria (Pietro Metastasio - Bologna, Teatro Marsigli-Rossi, 1757)
- Zenobia (Pietro Metastasio - Londra, His Majesty's Theatre, 1758)
- Issipile (Pietro Metastasio - Londra, Her Majesty's Theatre, 1758)
- Ciro riconosciuto (Pietro Metastasio - Londra, Her Majesty's Theatre, 1759)
- La clemenza di Tito (Pietro Metastasio - Bologna, Teatro Marsigli-Rossi, 1760)
- Erginda (da Matteo Noris - Bologna, Teatro Marsigli-Rossi, 1760)
- Tito Manlio (Matteo Noris - Londra, King's Theatre, 1761)
- Alessandro nelle Indie (Pietro Metastasio - Londra, King's Theatre, 1761)
- Le nozze di Dorina (Carlo Goldoni - Londra, King's Theatre, 1762)
- La famiglia in scompiglio (Giovan Gualberto Bottarelli - Londra, King's Theatre, 1762)